# 의성역
의성역(Uiseong station, 義城驛)은 경상북도 의성군 의성읍 후죽리에 위치한 중앙선의 철도역이다.

## 역사
- 1940년 3월 1일 : 보통역으로 영업 개시[1]
- 1971년 11월 11일 : 역원 배치간이역으로 변경
- 1972년 9월 5일 : 보통역으로 승격
- 1976년 1월 1일 : 민수용 무연탄 도착 취급역 지정[2]
- 1990년 12월 21일 : 현재 역사 준공
- 2006년 5월 1일 : 소화물 취급 중지
- 2015년 5월 29일 : 화물 취급 중지[3]
- 2020년 5월 : 착공[4]
- 2022년 4월 11일 : 임시 역사 및 임시 승강장 사용
- 2024년 12월 20일 : 중앙선 복선 전철화 구간 완공과 동시에 역사 증축및 ITX-마음, KTX-이음 운행 개시

### 승강장
2면 4선의 쌍섬식 승강장으로 운영중이다. 고상홈 승강장에는 스크린도어가 설치되었다.
| ↑ 안동          |
| ４３ \| ２１ \| |
| 군위 ↓          |

| 1,2 | 중앙선 · 영동선 | KTX · ITX-마음 · 무궁화호 | 동대구 · 부전 방면 |
| 3,4 | 중앙선 · 영동선 | KTX · ITX-마음 · 무궁화호 | 동해 · 청량리 방면 |

## 역 주변
- 의성군청
- 의성시외버스터미널
- 의성초등학교
- 의성여자중학교
- 의성유니텍고등학교
- 의성고등학교
- 의성우체국
- 대구지방법원 의성지원
- 경상북도교육청 의성도서관
- 의성지구대
- 의성읍사무소
- 의성종합운동장

## 사진

역사 (광장쪽)
역사 (선로쪽)
맞이방
승강장

## 인접한 역
| 중앙선           | 중앙선          | 중앙선           |
| ---------------- | --------------- | ---------------- |
| 안동 청량리 방면 | KTX 중앙선      | 영천 부전 방면   |
| 안동 청량리 방면 | ITX-마음 중앙선 | 군위 부전 방면   |
| 중앙선           |                 |                  |
| 안동 동해 방면   | 무궁화 영동선   | 군위 동대구 방면 |